# Leonino Caiado
Leonino Di Ramos Caiado (Goiás, 14 de outubro de 1933) é um engenheiro civil e político brasileiro.

## Biografia
Filho de Leão Di Ramos Caiado e de Ilídia Maria Perilo Caiado, descendente de tradicional família goiana. Seu avô, Torquato Ramos Caiado, foi senador. Entre seus parentes destacaram-se os deputados federais Brasílio Ramos Caiado (1971-1975 e a partir de 1979), Elcival Ramos Caiado (1975-1979) e Emival Ramos Caiado (1955 a 1963 e 1967 a 1971, também senador de 1971 a 1974), além de Mário de Alencastro Caiado, membro da junta governativa de seu estado em 1930, constituinte em 1934 e senador por Goiás de 1935 a 1937.
Fez seus estudos secundários no Liceu de Goiás e no Ginásio Salesiano Santa Rosa, no Rio de Janeiro. Cursou a Escola Nacional de Engenharia da Universidade do Brasil, no Rio de Janeiro, tendo sido presidente do Centro Acadêmico e, mais tarde, vice-presidente do Diretório Central dos Estudantes (DCE). Em 1959 formou-se, especializando-se em espeleologia.
Iniciou suas atividades profissionais na construção de Brasília e exerceu depois o cargo de engenheiro-chefe da oitava residência do 12º Distrito Rodoviário do Departamento Nacional de Estradas de Rodagem (DNER) em Goiás. Deixando o DNER em 1964, foi nomeado, no ano seguinte, na interventoria do marechal Emílio Ribas Júnior (1965), superintendente do Plano de Obras do Desenvolvimento do Estado de Goiás. Durante sua gestão, de 1965 a 1969, construiu grupos escolares, ginásios, escolas normais, escolas rurais, postos de saúde e hospitais. Foi também secretário de Planejamento, tendo fundado a Companhia de Habitação do estado de Goiás.

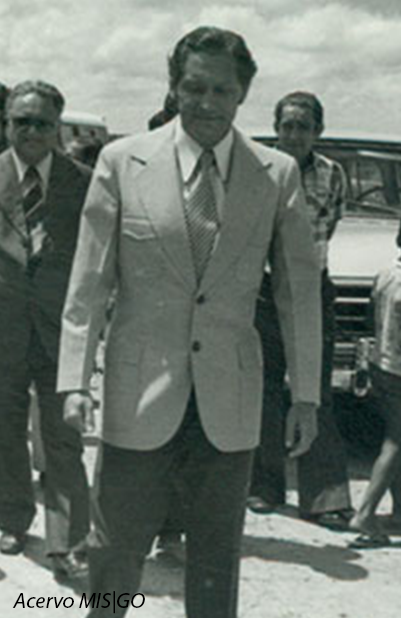
Leonino Caiado enquanto governador do Estado de Goiás.

De 1969 a 1970, foi prefeito de Goiânia e foi governador de Goiás, de 15 de março de 1971 a 2 de julho de 1973 e de 12 de junho de 1973 a 15 de março de 1975.
Casou-se com Maria de Lourdes Teixeira Rodrigues da Cunha, neta de João Teixeira Álvares Júnior, que governou Goiás. É sobrinha-neta do senador Pedro Ludovico Teixeira, fundador de Goiânia.